# ترووبکی-زدیسلاویتسه
ترووبکی-زدیسلاویتسه (به چکی: Troubky-Zdislavice) یک منطقهٔ مسکونی در جمهوری چک است که در شهرستان کرومیه‌رژیژ واقع شده‌است. ترووبکی-زدیسلاویتسه ۱۰٫۵۶ کیلومتر مربع مساحت و ۴۸۵ نفر جمعیت دارد و ۲۶۸ متر بالاتر از سطح دریا واقع شده‌است.